# Leichtathletik-Weltmeisterschaften 1995/50 km Gehen der Männer

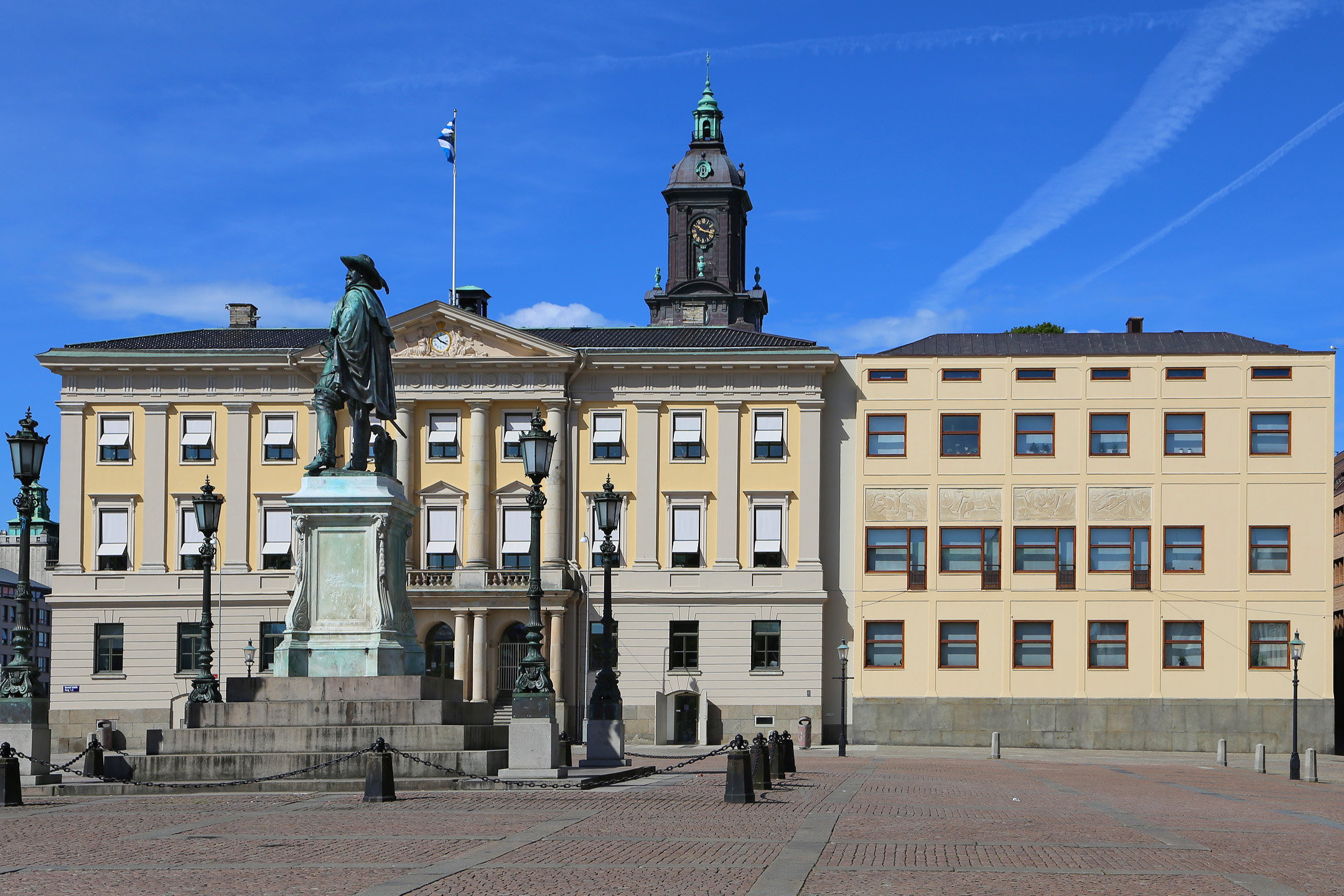
Der Gustav Adolf-Platz in Göteborg

Das 50-km-Gehen der Männer bei den Leichtathletik-Weltmeisterschaften 1995 wurde am 10. August 1995 in den Straßen der schwedischen Stadt Göteborg ausgetragen.
Weltmeister wurde der finnische Vizeweltmeister von 1993 Valentin Kononen. Silber ging an den italienischen EM-Dritten von 1994 Giovanni Perricelli. Mit Bronze errang der Pole Robert Korzeniowski seine erste Medaille bei einem internationalen Großereignis. Seine Erfolgsbilanz in den folgenden Jahren machte ihn zu einem der besten Geher der Sportgeschichte.

## Bestehende Bestmarken / Rekorde
| Weltbestzeit | 3:37:41 h | Andrei Perlow     | Leningrad (heute St. Petersburg), Sowjetunion (heute Russland) | 5. August 1989  |
| WM-Rekord    | 3:40:53 h | Maurizio Damilano | WM 1987 in Rom, Italien                                        | 30. August 1987 |

Anmerkung:
Rekorde wurden damals im Marathonlauf und Straßengehen wegen der unterschiedlichen Streckenbeschaffenheiten mit Ausnahme von Meisterschaftsrekorden nicht geführt.
Der bestehende WM-Rekord wurde bei diesen Weltmeisterschaften nicht eingestellt und nicht verbessert.

## Durchführung
Hier gab es keine Vorrunde, alle 41 Geher traten gemeinsam zum Finale an.

## Ergebnis

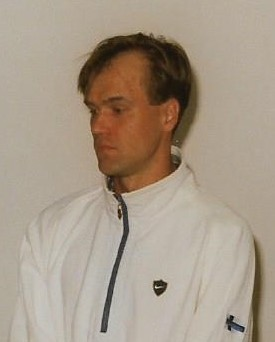
Aus Platz zwei vor zwei Jahren machte Weltmeister Valentin Kononen nun Rang eins

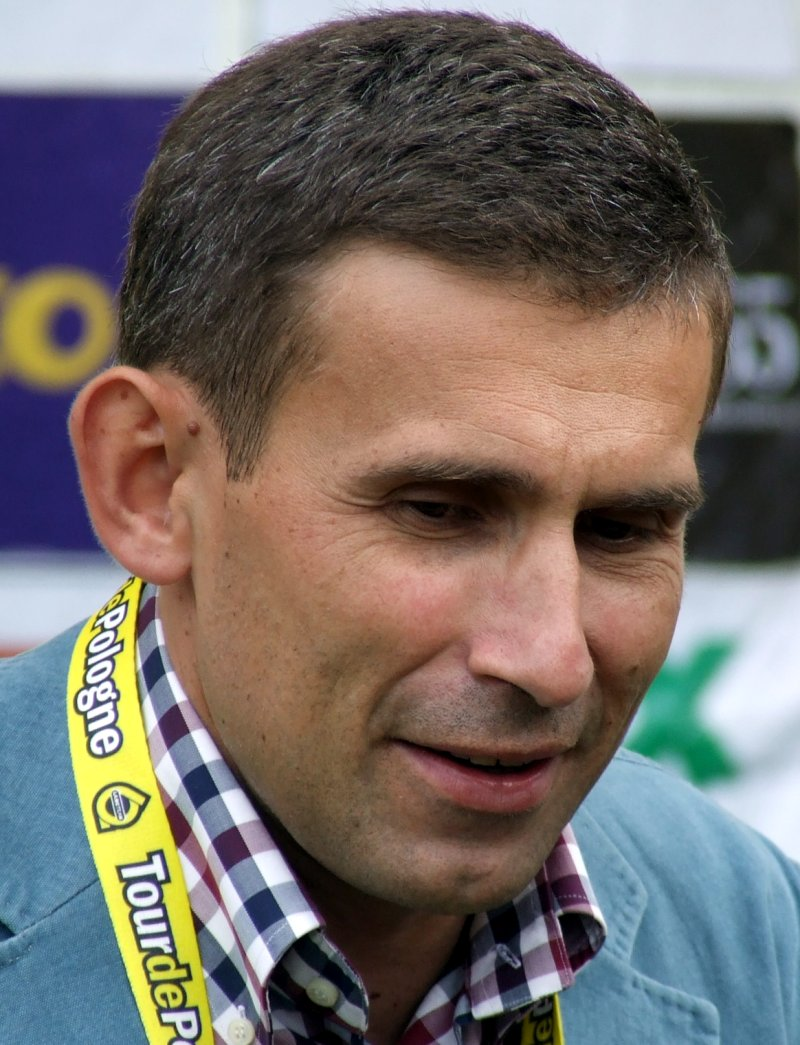
Bronzemedaillengewinner Robert Korzeniowski – er entwickelte sich später zu einem der erfolgreichsten Geher der Sportgeschichte

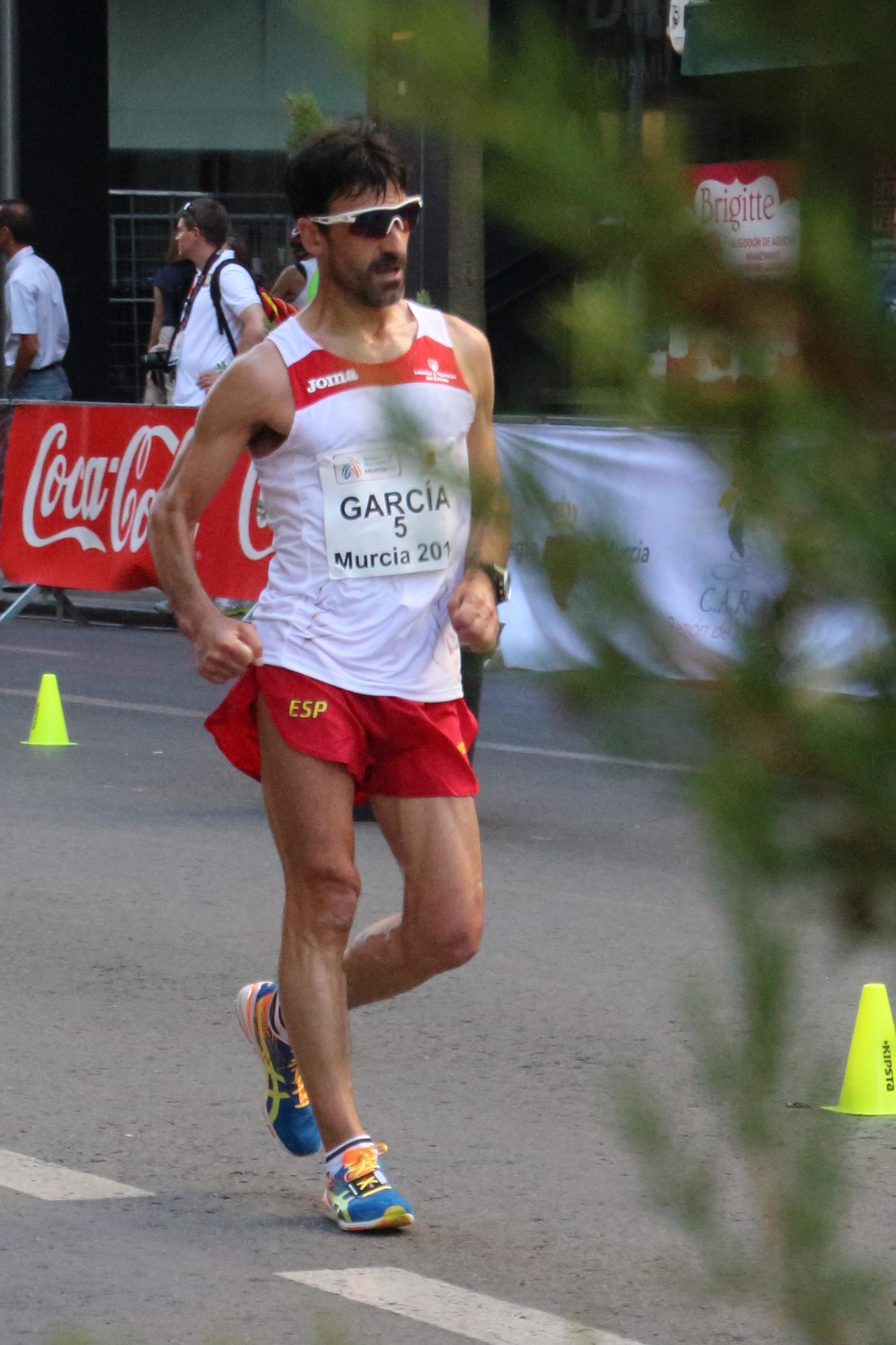
Titelverteidiger Jesús Ángel García belegte Rang fünf

10. August 1995, 15:40 Uhr
| Platz | Name                   | Nation              | Zeit (h) |
| ----- | ---------------------- | ------------------- | -------- |
| 1     | Valentin Kononen       | Finnland            | 3:43:42  |
| 2     | Giovanni Perricelli    | Italien             | 3:45:11  |
| 3     | Robert Korzeniowski    | Polen               | 3:45:57  |
| 4     | Miguel Ángel Rodríguez | Mexiko              | 3:46:34  |
| 5     | Jesús Ángel García     | Spanien             | 3:48:05  |
| 6     | Aleksandar Raković     | BR Jugoslawien      | 3:49:35  |
| 7     | Arturo Di Mezza        | Italien             | 3:49:46  |
| 8     | René Piller            | Frankreich          | 3:49:47  |
| 9     | Sergei Korepanow       | Kasachstan          | 3:51:55  |
| 10    | Nikolai Matjuchin      | Russland            | 3:53:25  |
| 11    | Štefan Malík           | Slowakei            | 3:54:23  |
| 12    | Carlos Mercenário      | Mexiko              | 3:55:24  |
| 13    | Axel Noack             | Deutschland         | 3:55:51  |
| 14    | Tim Berrett            | Kanada              | 3:57:13  |
| 15    | Alexei Wojewodin       | Russland            | 3:57:13  |
| 16    | Jaime Barroso          | Spanien             | 4:01:23  |
| 17    | Pavol Blažek           | Slowakei            | 4:03:45  |
| 18    | Henrik Kjellgren       | Schweden            | 4:04:38  |
| 19    | Miloš Holuša           | Tschechien          | 4:04:59  |
| 20    | Fumio Imamura          | Japan               | 4:06:08  |
| 21    | José Magalhães         | Portugal            | 4:09:38  |
| 22    | Craig Barrett          | Neuseeland          | 4:10:26  |
| 23    | Andrés Marín           | Spanien             | 4:12:01  |
| 24    | Jean-Claude Corré      | Frankreich          | 4:12:38  |
| 25    | Eloy Quispe            | Bolivien            | 4:16:21  |
| 26    | Michael Harvey         | Australien          | 4:16:41  |
| DNF   | Costica Balan          | Rumänien            |          |
| DNF   | Hubert Sonnek          | Tschechien          |          |
| DNF   | Sándor Urbanik         | Ungarn              |          |
| DNF   | Allen James            | USA                 |          |
| DNF   | Germán Sánchez         | Mexiko              |          |
| DNF   | Waleri Spizyn          | Russland            |          |
| DNF   | Thierry Toutain        | Frankreich          |          |
| DNF   | Zhao Yongsheng         | Volksrepublik China |          |
| DSQ   | Ronald Weigel          | Deutschland         |          |
| DSQ   | Peter Malik            | Slowakei            |          |
| DSQ   | Viktar Ginko           | Belarus             |          |
| DSQ   | Vitaliy Popovich       | Ukraine             |          |
| DSQ   | Giovanni De Benedictis | Italien             |          |
| DSQ   | Les Morton             | Großbritannien      |          |
| DSQ   | Zoltán Czukor          | Ungarn              |          |